# Andreas Larsson
Andreas Larsson (Locketorp, 13 de agosto de 1974) fue un jugador de balonmano sueco que jugaba como lateral derecho. Fue uno de los componentes de la Selección de balonmano de Suecia con la que disputó 125 partidos internacionales anotando un total de 298 goles.[cita requerida]

## Equipos

### Jugador
- IFK Skövde HK (-1996)
- TuS Schutterwald (1996-1997)
- TBV Lemgo (1997-1999)
- HSG Nordhorn (1999-2004)

## Palmarés
- Supercopa de Alemania 1997